# アメリカン・マギー
アメリカン・ジェームズ・マギー（英語: American James McGee 1972年12月13日 - ）は、アメリカのゲームデザイナー。不思議の国のアリスを原作とした『アリス イン ナイトメア』『アリス マッドネス リターンズ』などの開発者として知られている。

## キャリア
id Softwareで「DOOM」「DOOM II」「QUAKE」といったタイトルの制作に携わることでキャリアをスタートさせる。そして1998年に解雇という形でid Softwareを退社。すぐにElectronic Artsに入社する。
2000年に『アリス イン ナイトメア』の開発を指揮した後、2001年にElectronic Artsを辞めて独立。Carbon 6とThe Mauretania Import Export Companyというゲーム開発会社をロサンゼルスに設立した。
2007年には上海を本拠とするメーカーSpicy Horseを設立して、2011年に『アリス マッドネス リターンズ』を発売。その後、マギー自身もゲームデザイナーを務めながら様々なプロジェクトに関わったていたが、Spicy Horseは2016年に廃業した。
2023年、自身のTwitterアカウントで『アリス』シリーズ最新作『Alice: Asylum』の開発中止とともにゲーム開発から引退することを発表した。

## 開発に携わったゲーム
- 1994年 - Wolfenstein 3D, テスター (Atari Corporation)
- 1994年 - Doom II: Hell on Earth, レベルデザイナー (id Software)
- 1994年 - Doom, レベルデザイナー (セガ)
- 1995年 - The Ultimate Doom, レベルデザイナー (GT Interactive Software)
- 1995年 - Doom, テスター (WMS Industries)
- 1996年 - Quake, レベルデザイナー, サウンドデザイナー, ツールプログラマー (id Software)
- 1996年 - H!Zone, 共同プロデューサー (WizardWorks Software)
- 1996年 - Hexen: Beyond Heretic, 共同プロデューサー (GT Interactive Software)
- 1996年 - Final Doom, レベルデザイナー (id Software、Atari, Inc.)
- 1997年 - Quake Mission Pack 1: Scourge of Armagon, レベルデザイナー (id Software)
- 1997年 - Quake Mission Pack 2: Dissolution of Eternity, レベルデザイナー (id Software)
- 1997年 - Quake II, レベルデザイナー, サウンドデザイナー, ツールプログラマー (アクティビジョン)
- 1997年 - Doom 64, レベルデザイナー (ミッドウェイゲームズ)
- 1998年 - Dominion: Storm Over Gift 3, サウンドデザイナー (アイドス)
- 2000年 - Timeline, 共同デザイナー、共同ライター (アイドス)
- 2000年 - アリス イン ナイトメア, クリエイティブディレクター, 共同ライター, デザイナー (エレクトロニック・アーツ)
- 2004年 - American McGee Presents: Scrapland, プロデューサー (Enlight Software)
- 2006年 - American McGee Presents: Bad Day L.A., クリエイティブディレクター, ライター, 共同デザイナー (Enlight Software)
- 2008年 - American McGee's Grimm, プロジェクトリーダー, クリエイティブディレクター, 共同脚本, 共同デザイナー (ターナー・ブロードキャスティング・システム)
- 2009年 - DexIQ, プロジェクトリーダー, クリエイティブディレクター (Spicy Horse)
- 2011年 - アリス マッドネス リターンズ, クリエイティブディレクター, 共同ライター, デザイナー (Spicy Horse、エレクトロニック・アーツ)
- 2012年 - BigHead Bash (Spicy Horse)
- 2012年 - Crazy Fairies (Spicy Horse)
- 2012年 - Akaneiro: Demon Hunters (Spicy Horse)
- 2013年 - OZombie (Spicy Horse) ※開発中止
- 2013年 - The Gate (Spicy Horse) (Mobage)
- 2015年 - Chains of Darkness (スパイシーポニー)
- 2018年 - Out of the Woods Board game (Mysterious Inc.) ※カードゲーム